# Pyramide d'Ânkhésenpépi III
La pyramide d'Ânkhésenpépi III (appelée aussi Ânkhnesmérirê III), épouse de Pépi II, a été découverte par la mission archéologique française de Saqqâra dirigée par Audran Labrousse entre 1980 et 1990. On l'a localisée autour du complexe funéraire de Pépi Ier.

## Le temple funéraire
Le temple funéraire d'Ânkhésenpépi III se trouve à l'est de la pyramide et est inclus dans l'enceinte où se trouve aussi la pyramide d'Ânkhésenpépi II. Il est tout petit et n'est composé que de trois salles.
Au sud du temple se trouve la pyramide satellite de la reine.
À l'ouest, se trouve le mastaba d'Ânkhésenpépi Ire.

## La pyramide
À cause des pillages, la pyramide d'Ânkhésenpépi III est très ruinée. Elle mesure à la base quinze mètres et sa hauteur était d'à peu près quinze mètres.